# Bruno Schatz
Bruno Schatz (24 de junio de 1894 - 3 de diciembre de 1974) fue un general de la Wehrmacht de la Alemania Nazi durante la II Guerra Mundial que comandó la 122.ª División de Infantería. Fue condecorado con la Cruz de Caballero de la Cruz de Hierro. Schatz se rindió ante las tropas del Ejército Rojo soviético en mayo de 1945 en la bolsa de Curlandia. Condenado como criminal de guerra en la Unión Soviética, fue repatriado a Alemania en octubre de 1955.

## Condecoraciones
- Cruz de Caballero de la Cruz de Hierro el 9 de diciembre de 1944 como Oberst y comandante del Regimiento de Granaderos N.º 977[1]